# آلکسی آلکسیویچ آبریکوسوف
آلکسی آلکسیویچ آبریکوسوف (به روسی: Алексе́й Алексе́евич Абрико́сов) (زادهٔ ۲۵ ژوئن ۱۹۲۸ - درگذشته ۲۹ مارس ۲۰۱۷) دانشمند فیزیک نظری اهل اتحاد جماهیر شوروی سوسیالیستی سابق و روسیه امروز بود.
بیشتر فعالیت‌های آلکسیویچ در بحث فیزیک مادهٔ چگال بوده‌است. او در سال ۲۰۰۳ توانست جایزهٔ نوبل فیزیک را از آن خود کند.

## زندگی
آلکسی آلکسیویچ آبریکوسوف در سال ۱۹۲۸ در اتحاد جماهیر شوروی سوسیالیستی به دنیا آمد، پدر او پزشک سرشناس، استاد آلکسی ایوانویچ آبریکوسوف بود. آبریکوسوف در سال ۱۹۴۸ از دانشگاه دولتی مسکو دانشگاه دولتی مسکو فارغ‌التحصیل شد و تا سال ۱۹۶۵ در موسسهٔ مسئله‌های فیزیک در آکادمی دانش اتحاد جماهیر شوروی سوسیالیستی مشغول به کار بود. وی در همانجا مدرک دکتری خود را در سال ۱۹۵۱ در نظریهٔ انتشار گرما در پلاسما دریافت کرد. پس از آن در سال ۱۹۵۵ درجهٔ دکتری خود را در علوم ریاضی و فیزیک در موضوع الکترودینامیک کوانتومی در انرژی‌های بالا دریافت کرد. از ۱۹۶۵ تا ۱۹۸۸ با موسسهٔ فیزیک نظری لانداو همکاری کرد و هم‌زمان استاد دانشگاه دولتی مسکو نیز بود.
آبریکوسوف در سال ۱۹۵۲ دریافت که چگونه شار مغناطیسی در یک ابررسانا نفوذ می‌کند. از سال ۱۹۹۲ در آزمایشگاه ملی آرگون در ایلی‌نوی در شاخهٔ علوم مواد به فعالیت پرداخت. تحقیقات او در این آزمایشگاه دربارهٔ اساس مقاومت مغناطیسی بود. ویژگی که در برخی مواد حضور دارد و به کمک میدان مغناطیسی، باعث تغییر مقاومت آن‌ها در برابر جریان الکتریسیته می‌گردد.